# Hälsingtuna landskommun
Hälsingtuna landskommun var en tidigare kommun i Gävleborgs län. Centralort var Hälsingtuna och kommunkod 1952-1964 var 2131.

## Administrativ historik
Hälsingtuna landskommun (från början Tuna landskommun, därefter Helsing-Tuna landskommun) inrättades den 1 januari 1863 i Hälsingtuna socken  i Hälsingland  när 1862 års kommunalförordningar trädde i kraft.
1 januari 1886 (enligt beslut den 17 april 1885) ändrades namnet från Tuna landskommun till Hälsingtuna landskommun (då stavat Helsing-Tuna).
Den 23 november 1906 inrättades Åviks municipalsamhälle i ett område nära Hudiksvalls stad som var delat mellan Hälsingtuna landskommun och Idenors landskommun. Den 1 januari 1911 inkorporerades detta område i staden varvid municipalsamhället upplöstes.
Vid kommunreformen 1952 bildade Hälsingtuna "storkommun" genom sammanläggning med grannkommunen Rogsta.
Den 1 januari 1954 överfördes från Hälsingtuna landskommun och församling till Delsbo landskommun och församling ett obebott område (Hallsta 2:7) omfattande en areal av 0,02 km², varav allt land. Samma datum överfördes från Hälsingtuna landskommun och Rogsta församling till Harmångers landskommun och församling ett område med 94 invånare och omfattande en areal av 0,433 km², varav 0,430 km² land.
Den 1 januari 1955 överfördes till Hälsingtuna landskommun och församling från Forsa landskommun och Högs församling ett obebott område omfattande en areal av 0,04 km², varav allt land.
Kommunen upphörde den 1 januari 1965 då den gick upp i Hudiksvalls stad. Hälsingtuna landskommun hade vid dess upplösning 3 279 invånare. Sedan 1 januari 1971 tillhör området den nuvarande Hudiksvalls kommun.

### Kyrklig tillhörighet
I kyrkligt hänseende tillhörde kommunen Hälsingtuna församling. Den 1 januari 1952 tillkom Rogsta församling.

## Kommunvapen
Hälsingtuna landskommun förde inte något vapen.

## Geografi
Hälsingtuna landskommun omfattade den 1 januari 1952 en areal av 360,36 km², varav 341,73 km² land. Efter nymätningar och arealberäkningar samt områdesöverföringar färdiga den 1 januari 1961 omfattade landskommunen samma datum en areal av 361,90 km², varav 345,21 km² land.

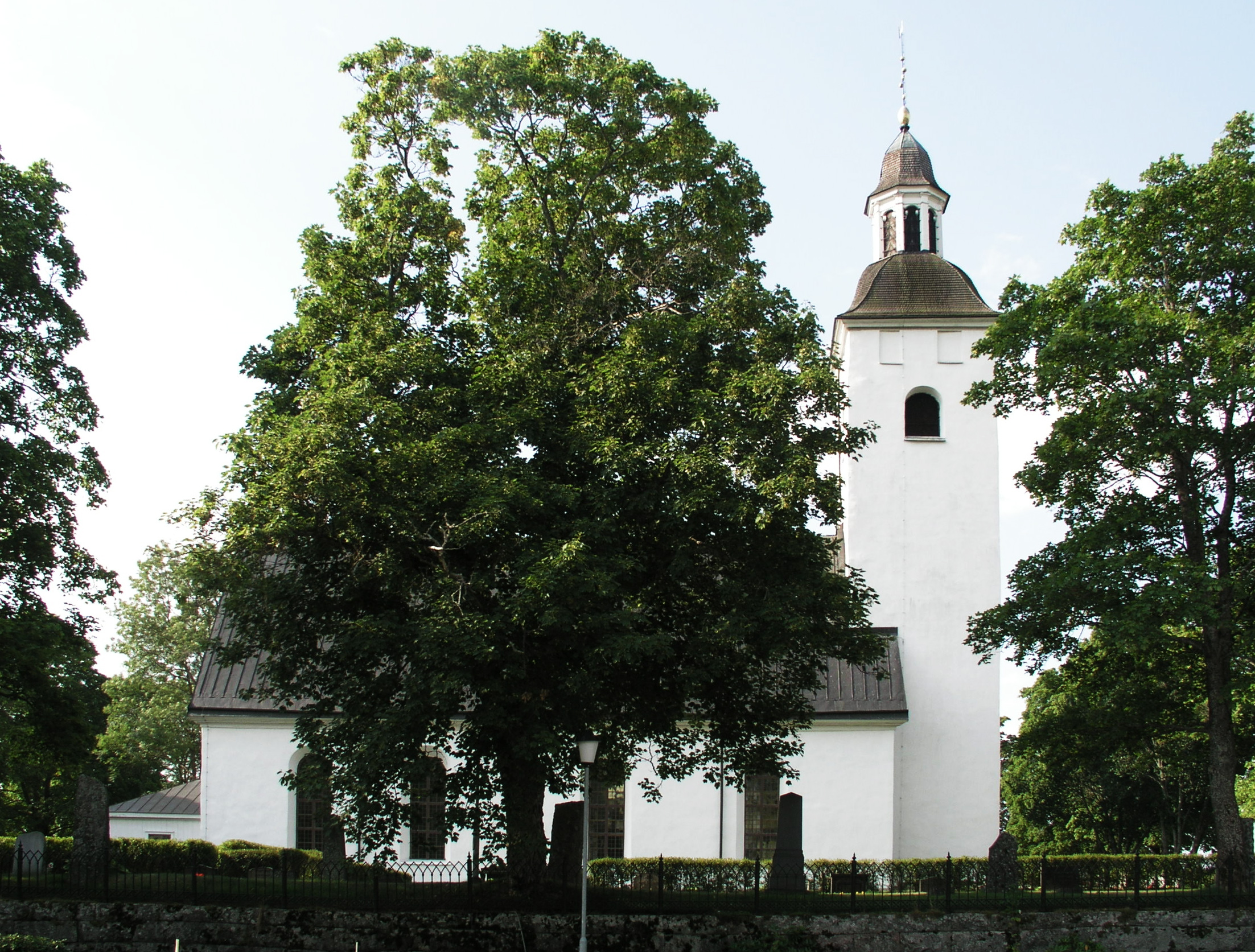
Hälsingtuna kyrka.

### Tätorter i kommunen 1960
| Tätort              | Folkmängd |
| ------------------- | --------- |
| Hudiksvall, del ava | 656       |
| Sanna               | 327       |

Tätortsgraden i kommunen var den 1 november 1960 27,8 procent.

## Politik

### Mandatfördelning i valen 1938-1962
|  | 10 |  | 10 | 2 |  |

| 25 |

|  | 10 | 11 |  | 2 |

| 25 |

| 5 | 8 | 10 |  |  |

| 25 |

| 4 | 14 | 14 | 3 |

| 35 |

| 4 | 14 | 13 | 4 |

| 33 |

| 3 | 13 | 15 | 2 | 2 |

| 34 |

| 3 | 14 | 14 | 2 | 2 |

| 33 |

### Fotnoter
1. ↑   ( PDF) Bidrag till Sveriges officiella statistik. A. Befolkningsstatistik Statistiska centralbyråns underdåniga berättelse för år 1890. Andra afdelningen: Areal och folkmängd för särskilda administrativa, judiciela och ecklesiastika områden jämte uppgifter om främmande trosbekännare. Stockholm: Statistiska centralbyrån. 1894. sid. 79-80. Arkiverad från originalet den 2 oktober 2014. https://www.webcitation.org/6T1l4UijN?url=http://www.scb.se/H/BISOS%201851-1917/BISOS%20A%20Befolkning%201851-1910/Befolkning-A-1890-andra.pdf. Läst 16 november 2017 Arkiverad 5 mars 2016 hämtat från the Wayback Machine.
2. ↑  Per Andersson: Sveriges kommunindelning 1863-1993, Draking, Mjölby 1993, ISBN 91-87784-05-X, s. 88
3. 1 2 3   ( PDF) Folkräkningen den 1 november 1960, I, Folkmängd inom kommuner och församlingar efter kön, ålder, civilstånd m.m.. Stockholm: Statistiska centralbyrån. 1961. sid. 54 & 203-204. Arkiverad från originalet den 15 juli 2015. https://www.webcitation.org/6a1zkRbkC?url=http://www.scb.se/Grupp/Hitta_statistik/Historisk_statistik/_Dokument/SOS/Folkrakningen_1960_01.pdf. Läst 16 november 2017 Arkiverad 14 oktober 2013 hämtat från the Wayback Machine.
4. ↑   ( PDF) Folk- och bostadsräkningen den 1 november 1965, I. Folkmängd inom kommuner och församlingar samt kommunblock efter kön, ålder, civilstånd m.m.. Stockholm: Statistiska centralbyrån. 1966. sid. 58 & 223. Arkiverad från originalet den 24 januari 2015. https://www.webcitation.org/6VpIdxjHN?url=http://www.scb.se/Grupp/Hitta_statistik/Historisk_statistik/_Dokument/SOS/Folk_o_bostadsrakningen_1965_1.pdf. Läst 16 november 2017 Arkiverad 24 september 2015 hämtat från the Wayback Machine.
5. ↑   (PDF) Folkräkningen den 31 december 1950, I, Areal och folkmängd inom särskilda förvaltningsområden m.m., Tätorter. Stockholm: Statistiska centralbyrån. 1952-05-19. sid. 105. Arkiverad från originalet den 1 oktober 2014. https://www.webcitation.org/6T09ZkyrB?url=http://www.scb.se/Grupp/Hitta_statistik/Historisk_statistik/_Dokument/SOS/Folkrakningen_1950_1.pdf. Läst 9 oktober 2014 Arkiverad 29 oktober 2013 hämtat från the Wayback Machine.
6. ↑   ( PDF) Folkräkningen den 1 november 1960, II, Folkmängd inom tätorter efter kön, ålder och civilstånd.. Stockholm: Statistiska centralbyrån. 1961. sid. 27. Arkiverad från originalet den 29 juni 2015. https://www.webcitation.org/6ZeEB9Ija?url=http://www.scb.se/Grupp/Hitta_statistik/Historisk_statistik/_Dokument/SOS/Folkrakningen_1960_02.pdf. Läst 16 november 2017 Arkiverad 24 september 2015 hämtat från the Wayback Machine.